# Northern 300 1968
Northern 300 1968 var ett stockcarlopp ingående i  Nascar Grand National Series (nuvarande Nascar Cup Series) som kördes 14 juli 1968 på den 1 mile (1,6 km) långa ovalbanan Trenton Speedway i Trenton i New Jersey. Totalt avverkades 300 miles (482,803 km) fördelat på 300 varv. Banunderlaget var asfalt. Loppet vanns av LeeRoy Yarbrough i en Ford på tiden 3:22.04 körandes för Junior Johnson & Associates. Yarbroughs snitthastighet uppgick 89,079 mph. Han var vid målgång ensam förare på ledarvarvet, ett varv före tvåan David Pearson. Prispotten uppgick till 17 725 dollar, varav 2 900 dollar gick till segraren.

## Resultat
| Plc     | Nr | Förare            | Team/ bilägare              | Konstruktör | Start | Varv | Ledda varv |
| ------- | -- | ----------------- | --------------------------- | ----------- | ----- | ---- | ---------- |
| 1       | 98 | LeeRoy Yarbrough  | Junior Johnson & Associates | Ford        | 1     | 300  | 285        |
| 2       | 17 | David Pearson     | Holman Moody                | Ford        | 3     | 299  | 1          |
| 3       | 2  | Bobby Allison     | J.D. Bracken                | Chevrolet   | 8     | 299  | 0          |
| 4       | 6  | Charlie Glotzbach | Owens Racing                | Dodge       | 9     | 267  | 0          |
| 5       | 5  | Pete Hamilton     | Rocky Hinton                | Ford        | 7     | 294  | 0          |
| 6       | 48 | James Hylton      | Hylton Engineering          | Dodge       | 11    | 289  | 0          |
| 7       | 4  | John Sears        | DeWitt Racing               | Ford        | 22    | 287  | 0          |
| 8       | 49 | G.C. Spencer      | GC Spencer Racing           | Plymouth    | 12    | 287  | 0          |
| 9       | 64 | Elmo Langley      | Langley-Woodfield Racing    | Ford        | 13    | 281  | 0          |
| 10      | 20 | Clyde Lynn        | Negre Racing                | Mercury     | 19    | 278  | 0          |
| 11      | 25 | Jabe Thomas       | Robertson Racing            | Ford        | 17    | 278  | 0          |
| 12      | 34 | Wendell Scott     | Scott Racing                | Ford        | 30    | 274  | 0          |
| 13      | 18 | Dick Johnson      | Dick Johnson                | Ford        | 16    | 272  | 0          |
| 14      | 45 | Bill Seifert      | Seifert Racing              | Ford        | 18    | 261  | 0          |
| 15      | 10 | Bill Champion     | Champion Racing             | Ford        | 15    | 254  | 0          |
| 16      | 71 | Bobby Isaac       | K&K Insurance Racing        | Dodge       | 4     | 250  | 2          |
| 17      | 44 | Blaine Kauffman   | Giachetti Brothers          | Chevrolet   | 14    | 249  | 0          |
| 18      | 22 | Darel Dieringer   | Mario Rossi                 | Plymouth    | 2     | 231  | 0          |
| 19      | 70 | J.D. McDuffie     | McDuffie Racing             | Buick       | 26    | 195  | 0          |
| 20      | 3  | Buddy Baker       | Fox Racing                  | Dodge       | 6     | 191  | 0          |
| 21      | 87 | Buck Baker        | Buck Baker Racing           | Chevrolet   | 23    | 168  | 0          |
| 22      | 43 | Richard Petty     | Petty Enterprises           | Plymouth    | 5     | 162  | 12         |
| 23      | 28 | Earl Brooks       | Brooks Racing               | Ford        | 20    | 119  | 0          |
| 24      | 01 | Paul Dean Holt    | Dennis Holt                 | Ford        | 29    | 119  | 0          |
| 25      | 51 | Stan Meserve      | Margo Hamm                  | Dodge       | 34    | 111  | 0          |
| 26      | 06 | Neil Castles      | Neil Castles                | Plymouth    | 21    | 87   | 0          |
| 27      | 0  | Don Tarr          | Don Tarr                    | Chevrolet   | 24    | 74   | 0          |
| 28      | 11 | Roy Hallquist     | Roy Hallquist               | Chevrolet   | 36    | 51   | 0          |
| 29      | 90 | Sonny Hutchins    | Donlavey Racing             | Ford        | 10    | 44   | 0          |
| 30      | 76 | Roy Tyner         | Don Culpepper               | Ford        | 35    | 18   | 0          |
| 31      | 75 | Gene Black        | Gene Black                  | Ford        | 26    | 3    | 0          |
| 32      | 8  | Ed Negre          | Negre Racing                | Ford        | 25    | 3    | 0          |
| 33      | 23 | Frog Fagan        | Robertson Racing            | Ford        | 27    | 3    | 0          |
| 34      | 69 | David Mote        | Ken Cline                   | Chevrolet   | 32    | 2    | 0          |
| 35      | 09 | Bill Vanderhoff   | Roy Tyner                   | Chevrolet   | 31    | 0    | 0          |
| 36      | 07 | George Davis      | George Davis                | Chevrolet   | 33    | 0    | 0          |
| Källor: |    |                   |                             |             |       |      |            |